# جيم سينغلتون
جيم سينغلتون (بالإنجليزية: Jim Singleton)‏ هو سياسي أمريكي، ولد في 1931. حزبياً، نشط في الحزب الديمقراطي.